# Unterwasserpfad Île aux Canards
Der Unterwasserpfad Île aux Canards (Sentier sous-marin Île aux Canards) ist ein für Schnorchler angelegter Lehrpfad an der 1,8 ha großen Île aux Canards (Enteninsel) vor der Hauptstadt Nouméa im französischen Überseegebiet Neukaledonien. Er befindet sich im Neukaledonischen Barriereriff, dem mit 1600 km längsten ununterbrochenen Barriereriff der Welt.

## Allgemeines
Der in einer Tiefe von 2–7 m angelegte, 400 m lange Pfad liegt in einem Meeresschutzgebiet. Es beherbergt rund 300 Korallenarten und über 200 Fisch- sowie einige Schildkrötenarten. Mittels Broschüren und unter Wasser angebrachten Schildern werden die verschiedenen Habitate des Parcours beschrieben. Er ist in fünf durch Bojen gekennzeichnete Etappen eingeteilt. Am Strand ist zudem eine große Tafel mit einer Auswahl der interessantesten Tierarten des Pfades aufgestellt. Anhand eines QR-Codes an den verschiedenen Abbildungen kann sich der Besucher genauer über jede Art informieren. Der Beginn des Unterwasserpfades ist durch mobile, mehrsprachige Hinweisschilder und einen für die Besucher am Strand ausgerollten blauen Teppich gekennzeichnet. Die Wassertemperaturen liegen zwischen 21,6 °C im August und 26,4 °C im Februar.
Der Pfad wurde 2001 vom Centre d’Initiation à l’Environnement de Nouvelle-Calédonie (CIE.NC) geschaffen, um einem größtmöglichen Teil der Bevölkerung die Biodiversität der Lagune näherzubringen. Der Pfad wird von rund 50 ehrenamtlichen Mitarbeitern gewartet, die außerdem die Öffentlichkeit, darunter auch viele Schulklassen, über den sensiblen Umgang mit den Korallen und Fischen informieren. Ihr Leitsatz ist: „Man kann nur das schützen, was man kennt“. Es werden Klassenausflüge für Schüler ab 13 Jahre organisiert. Für die Erkundung werden nur Flossen, Maske und Schnorchel benötigt. Der Unterwasserpfad verfolgt das Ziel, die Besucher zu einer freiwillig veränderten Verhaltensweise bezüglich der Natur zu bewegen. Das ist bei Schülern noch am ehesten möglich, die dann auch nachweislich das Verhalten ihrer Eltern beeinflussen. Die Insel wird jährlich von bis zu 60.000 Besuchern frequentiert, rund zwei Drittel davon begeben sich auf den Unterwasserpfad. Für diejenigen, die nicht an dem Unterwasserausflug teilnehmen möchten, wurde unter den Palmen ein kleines Freilichtmuseum mit rund 40 Werken ozeanischer Künstler eingerichtet. Gelegentlich werden auch Strandpartys mit DJs organisiert.
Das Projekt wird sowohl von der Stadtverwaltung von Noumea und der Südprovinz als auch von privaten Sponsoren wie dem Energieunternehmen Total und dem Bergbaukonzern Société Le Nickel finanziert. Wissenschaftliche Unterstützung erhält es u. a. von der Organisation Pazifische Gemeinschaft und vom französischen Institut de recherche pour le développement (IRD). Im Jahr 2020 zerstörte ein Zyklon die Unterwasserschilder kurz vor dem 20-jährigen Jubiläum. Durch Zuschüsse u. a. von der Südprovinz konnten sie wieder aufgestellt werden. Der Zutritt ist kostenlos. Die fünfminütige Anfahrt erfolgt durch ein Wassertaxi von dem Strand Anse Vata oder vom Jachthafen Port Moselle. Bereits in den Booten werden die Besucher durch Plakate darauf hingewiesen, die Korallen nicht zu berühren und am Strand oder im Wasser keinen Müll zu hinterlassen.
Der Name der Insel geht vermutlich auf eine Verwechselung des dort brütenden Keilschwanz-Sturmtauchers (Ardenna pacifica) mit Enten zurück, die es in der Gegend gar nicht gibt. Aufgrund der gleichen Aussprache wird auch die Schreibweise Îlot Canard [ilo kanaʀ] verwendet.

## Gefahren
Infolge einer starken Zunahme der Haiangriffe vor Neukaledonien ist besondere Vorsicht beim Aufenthalt im Wasser geboten. Während das Baden an allen Stränden von Noumea bis Ende 2023 aus diesem Grund verboten war, blieben andere Wassersportaktivitäten auf „eigene Gefahr“ erlaubt. Bereits im Januar und September 2021 wurden nach der Sichtung eines Tigerhais nahe der Île aux Canards alle Aktivitäten im Meer vor der Insel vorübergehend untersagt. Ungefährlich sind hingegen die dort vorkommenden Seeschlangen. Das Gift der endemischen Art Laticauda saintgironsi verursacht beim Menschen lediglich einen Hautausschlag, während das schwache Gift der Eierfressenden Seeschlange für den Menschen völlig harmlos ist.

## Galerie
Tierarten des Unterwasserpfads Île aux Canards (Auswahl):

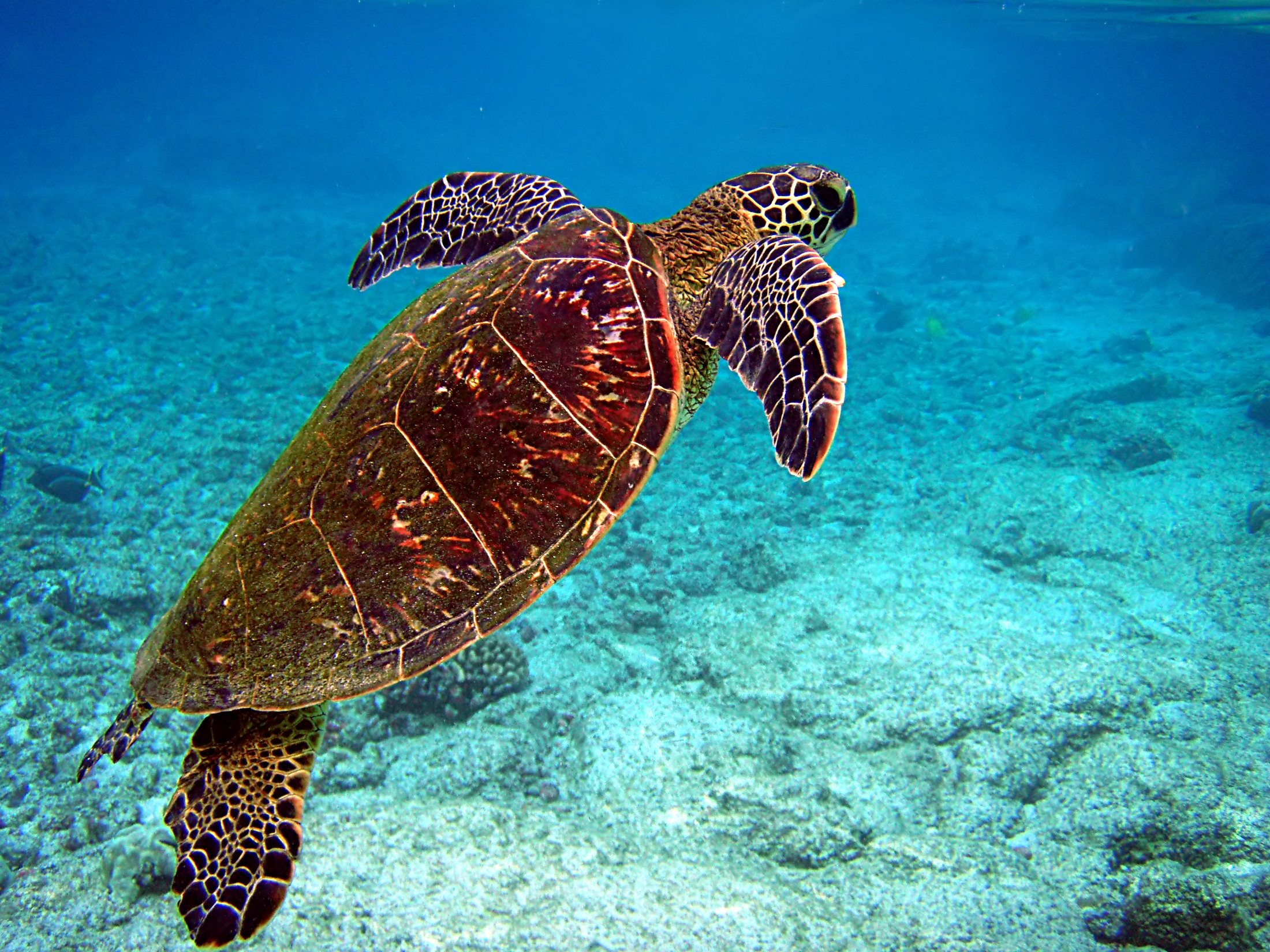
Grüne Meeresschildkröte
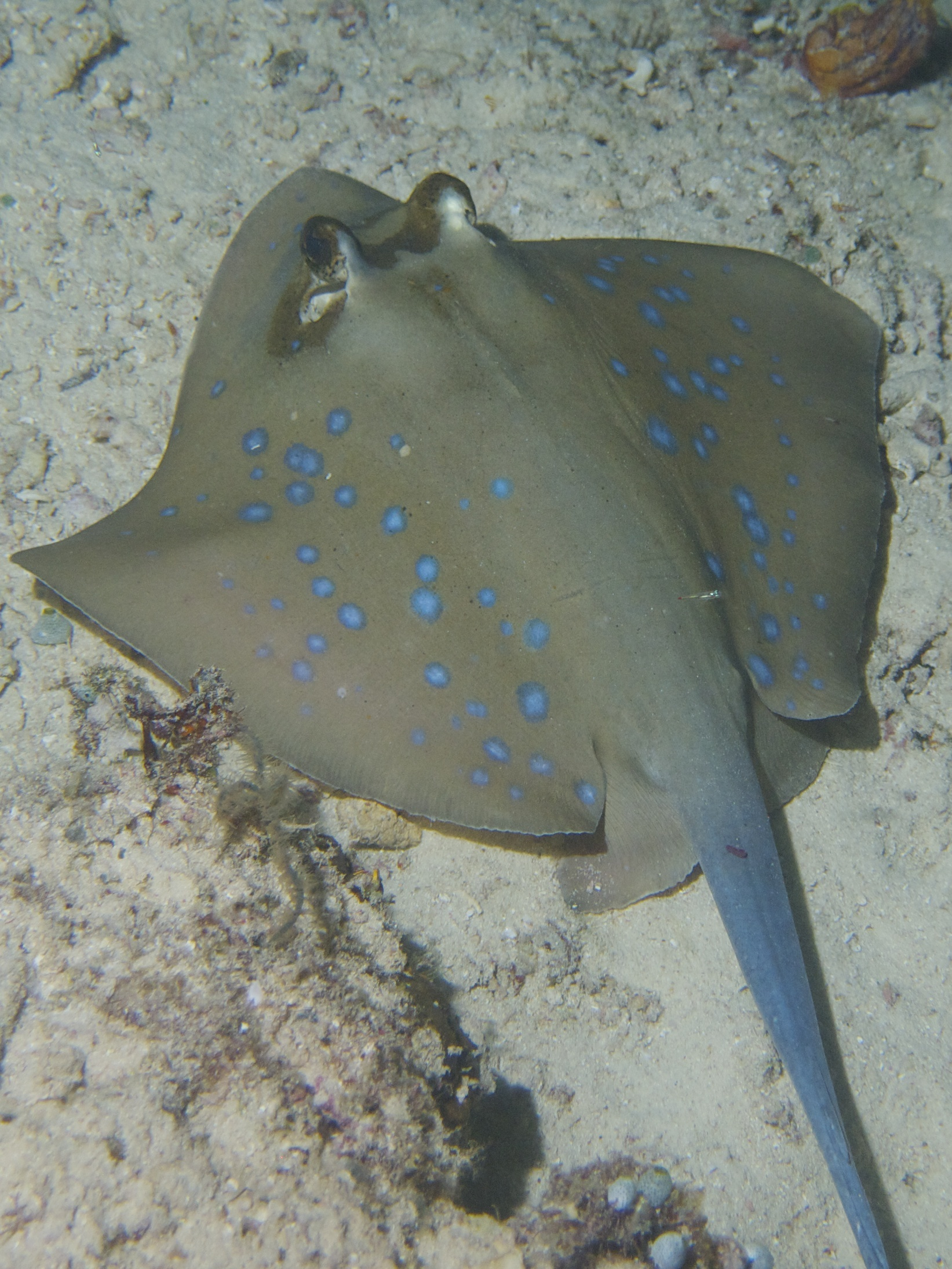
Grauer Stechrochen
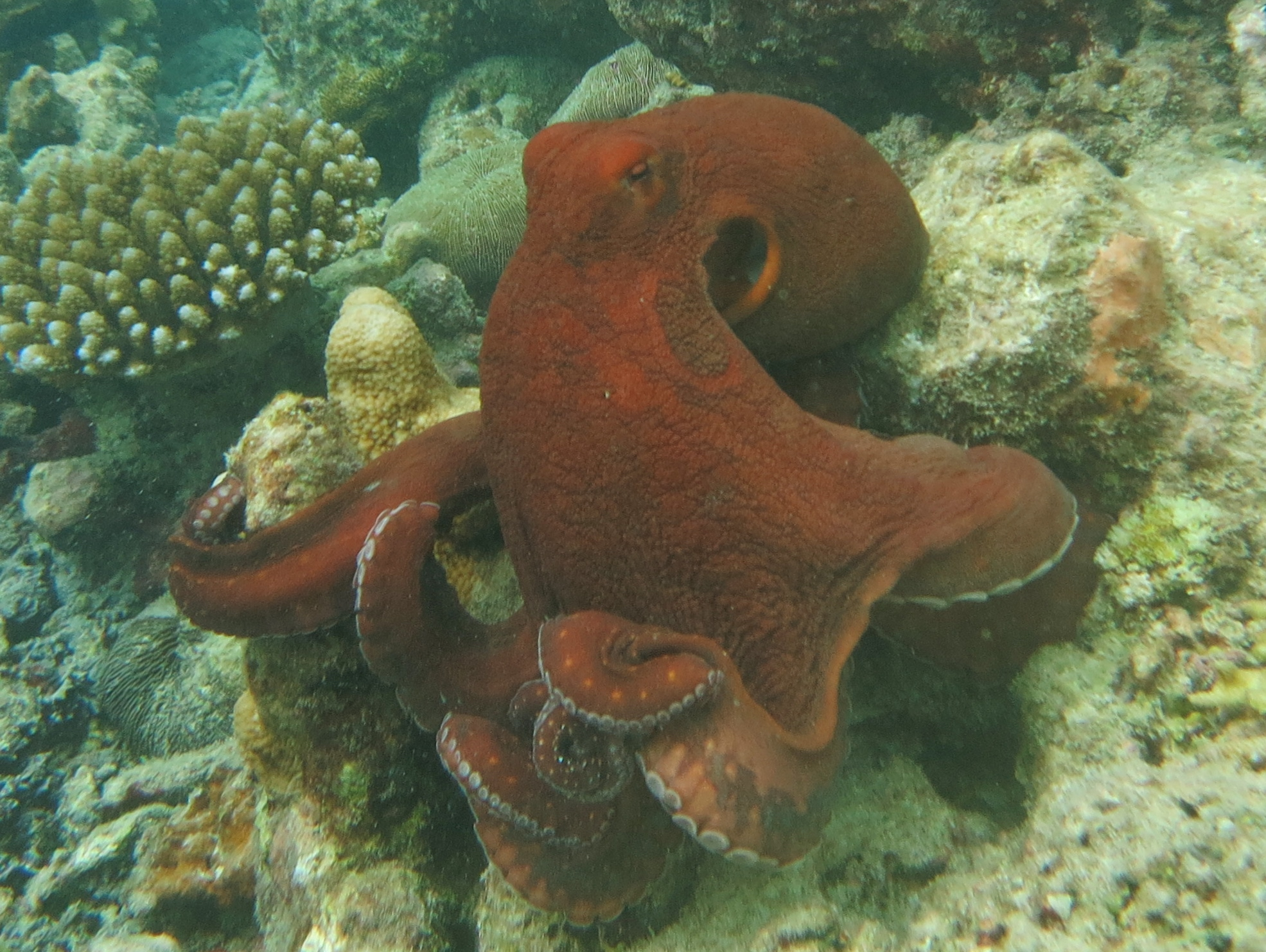
Großer Blauer Krake
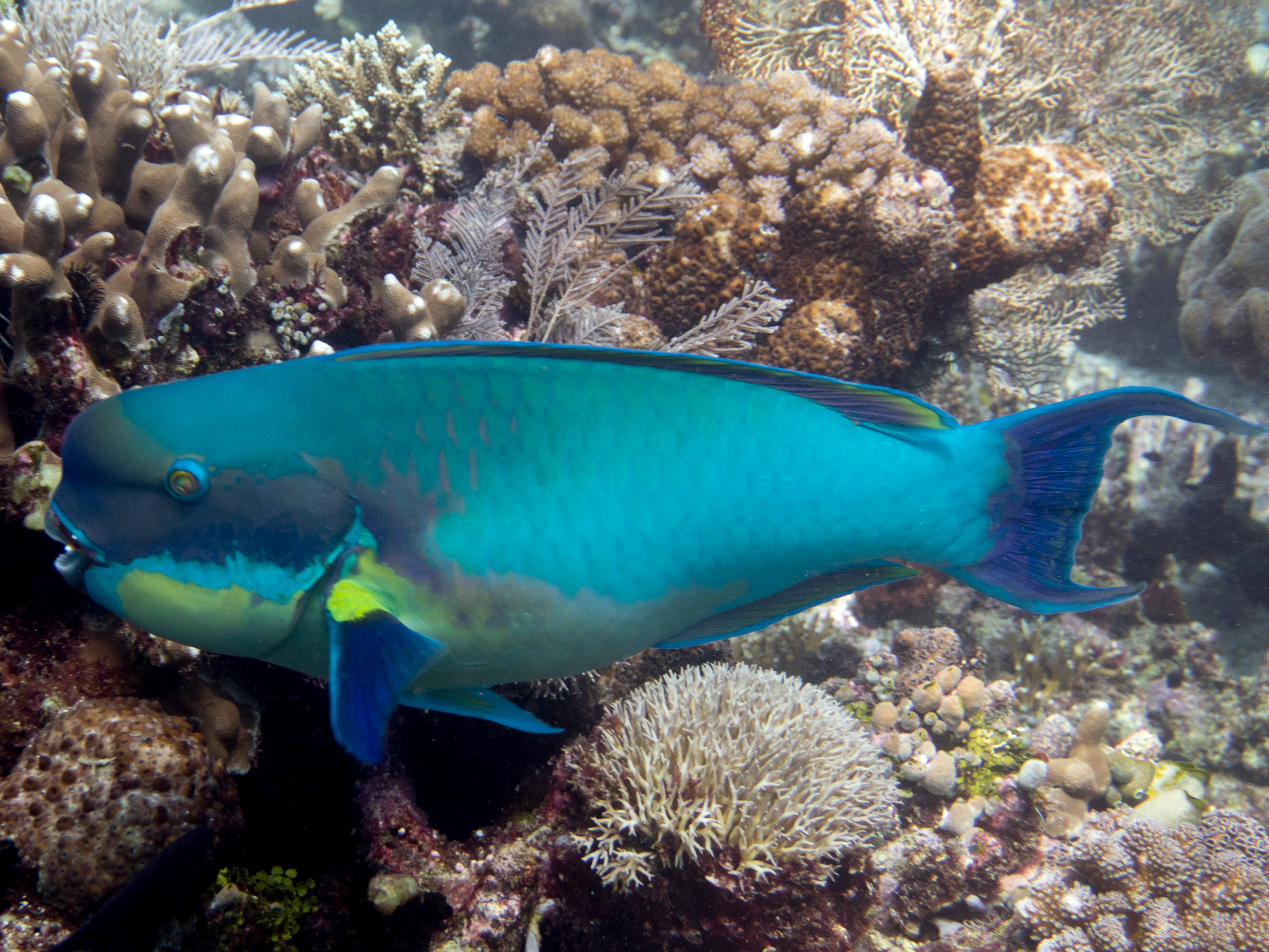
Buckelkopf-Papageifisch
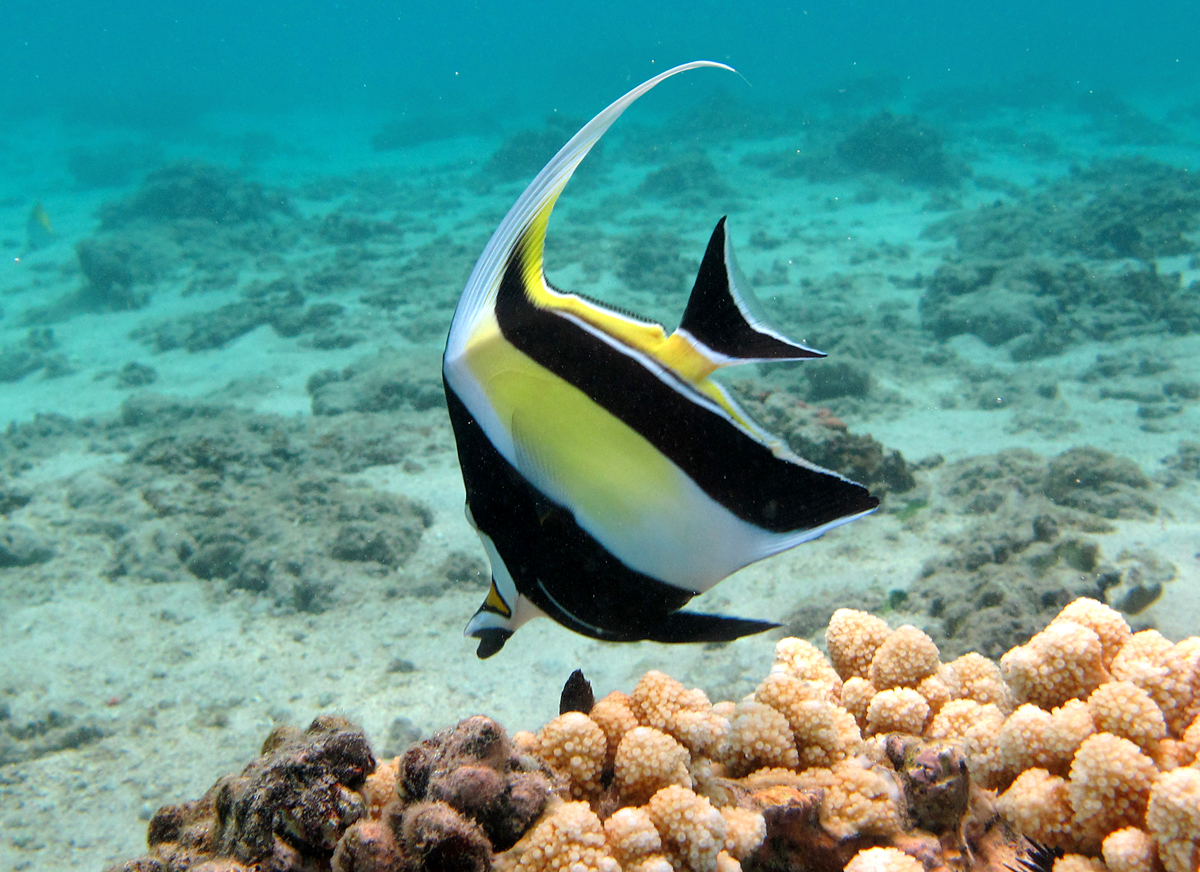
Halfterfisch
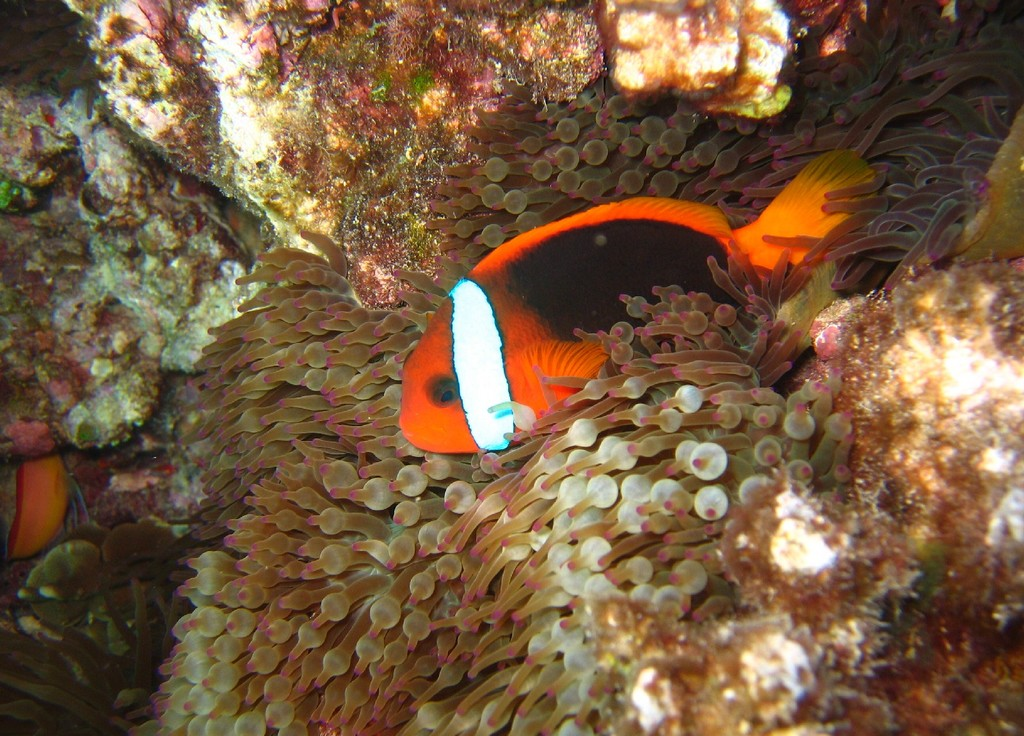
Schwarzflossen-Anemonenfisch
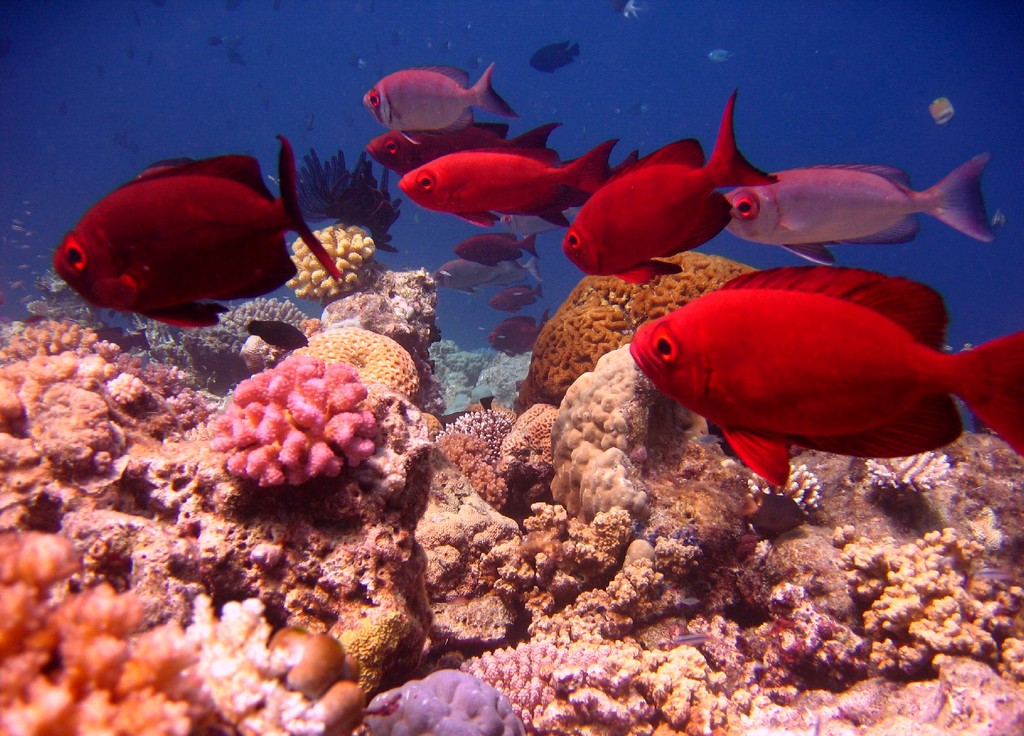
Riff-Großaugenbarsch
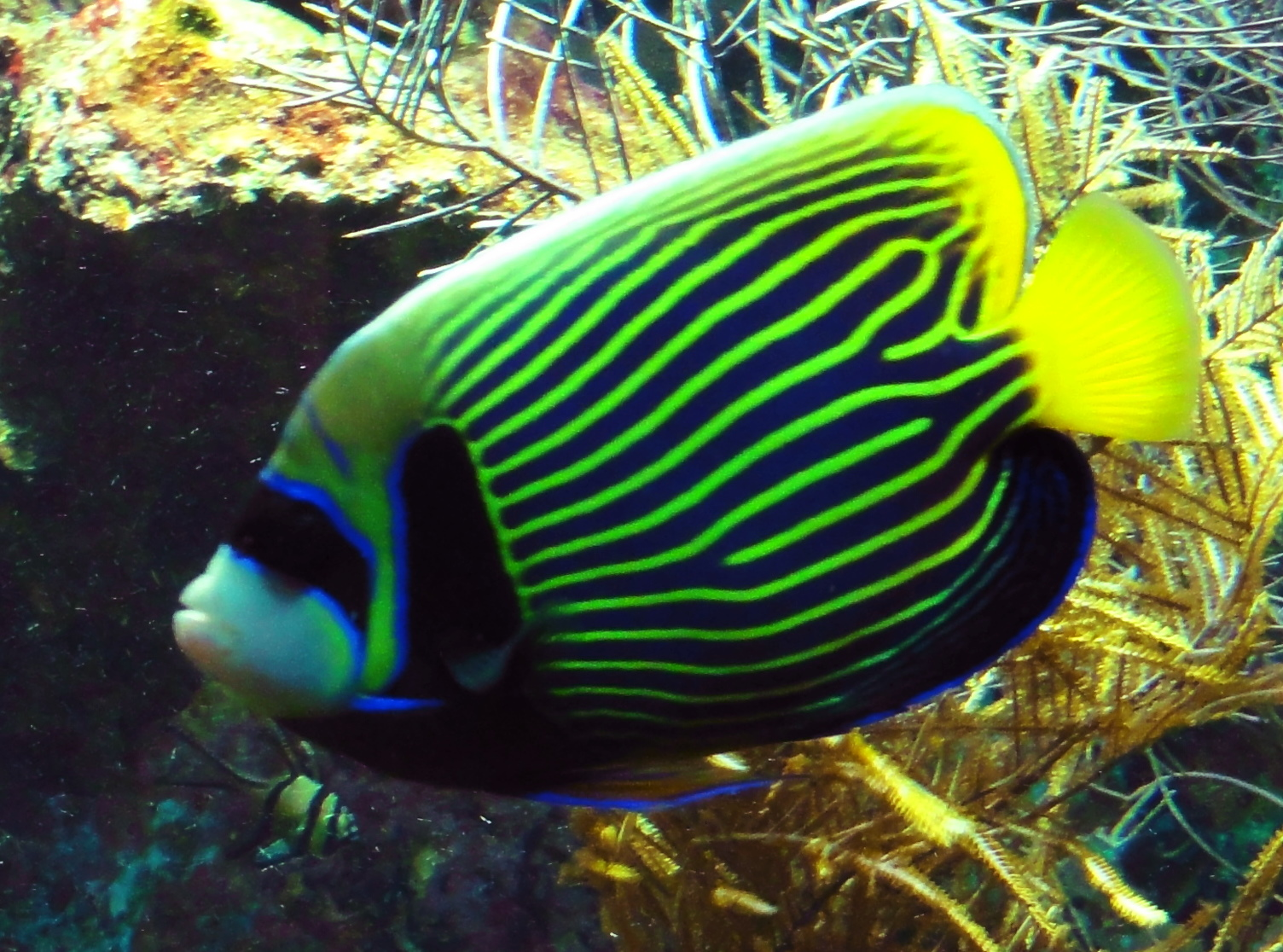
Imperator-Kaiserfisch
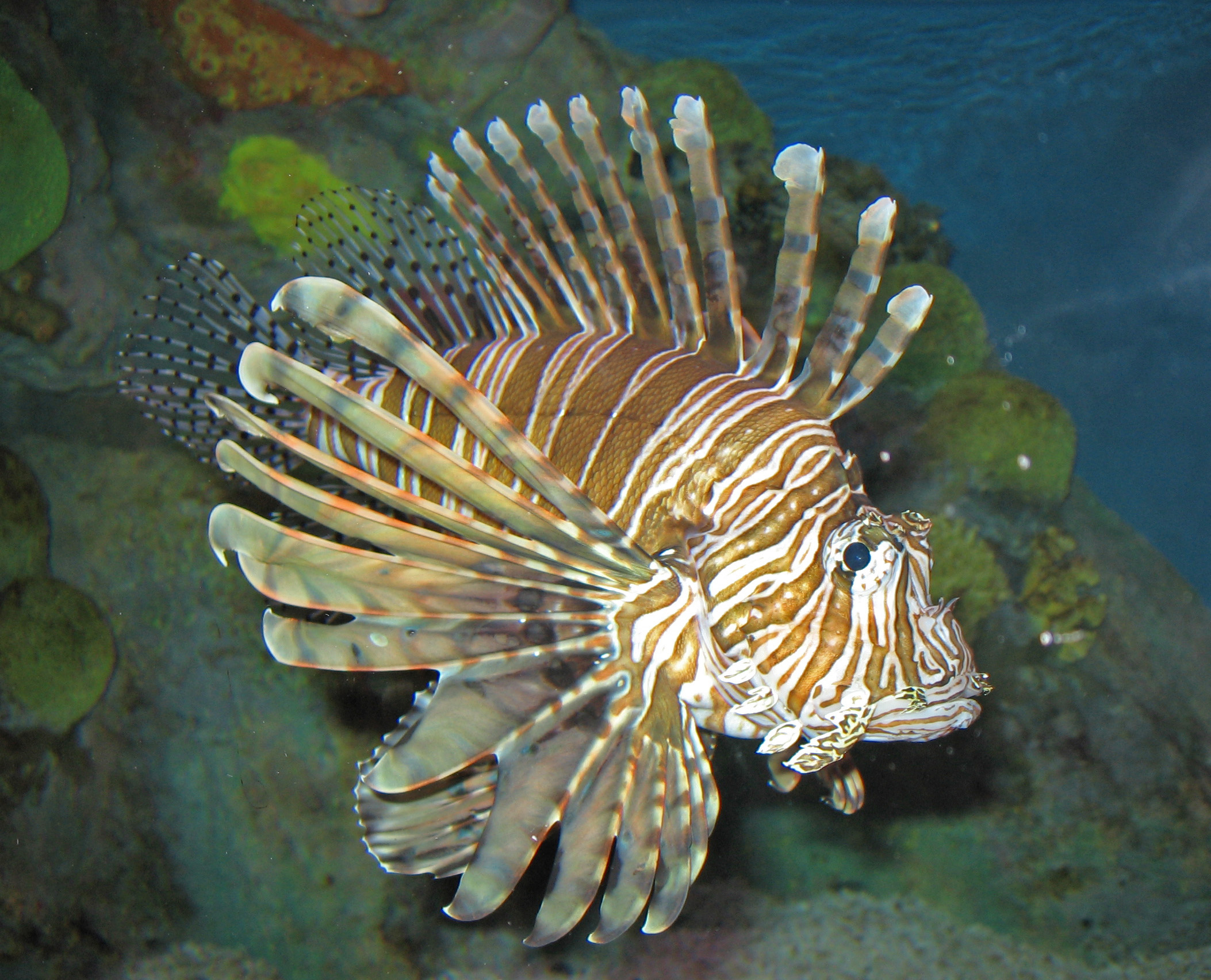
Pazifischer Rotfeuerfisch
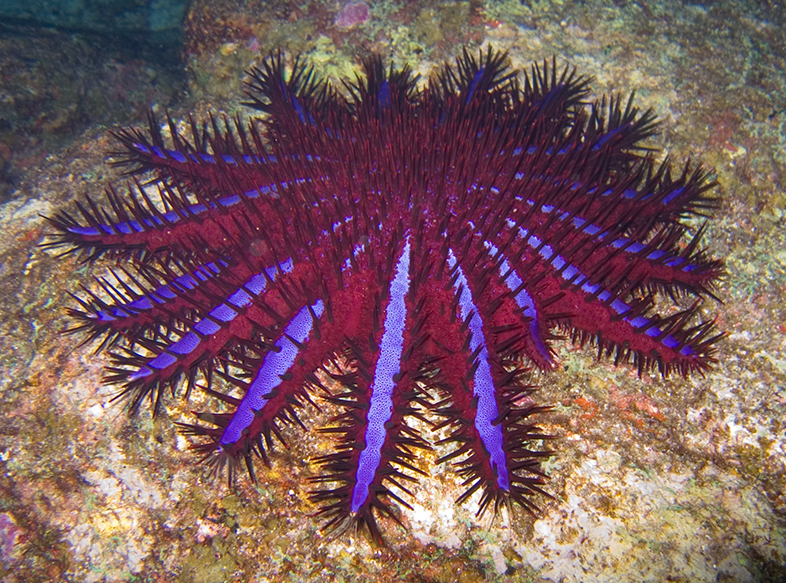
Dornenkronenseestern
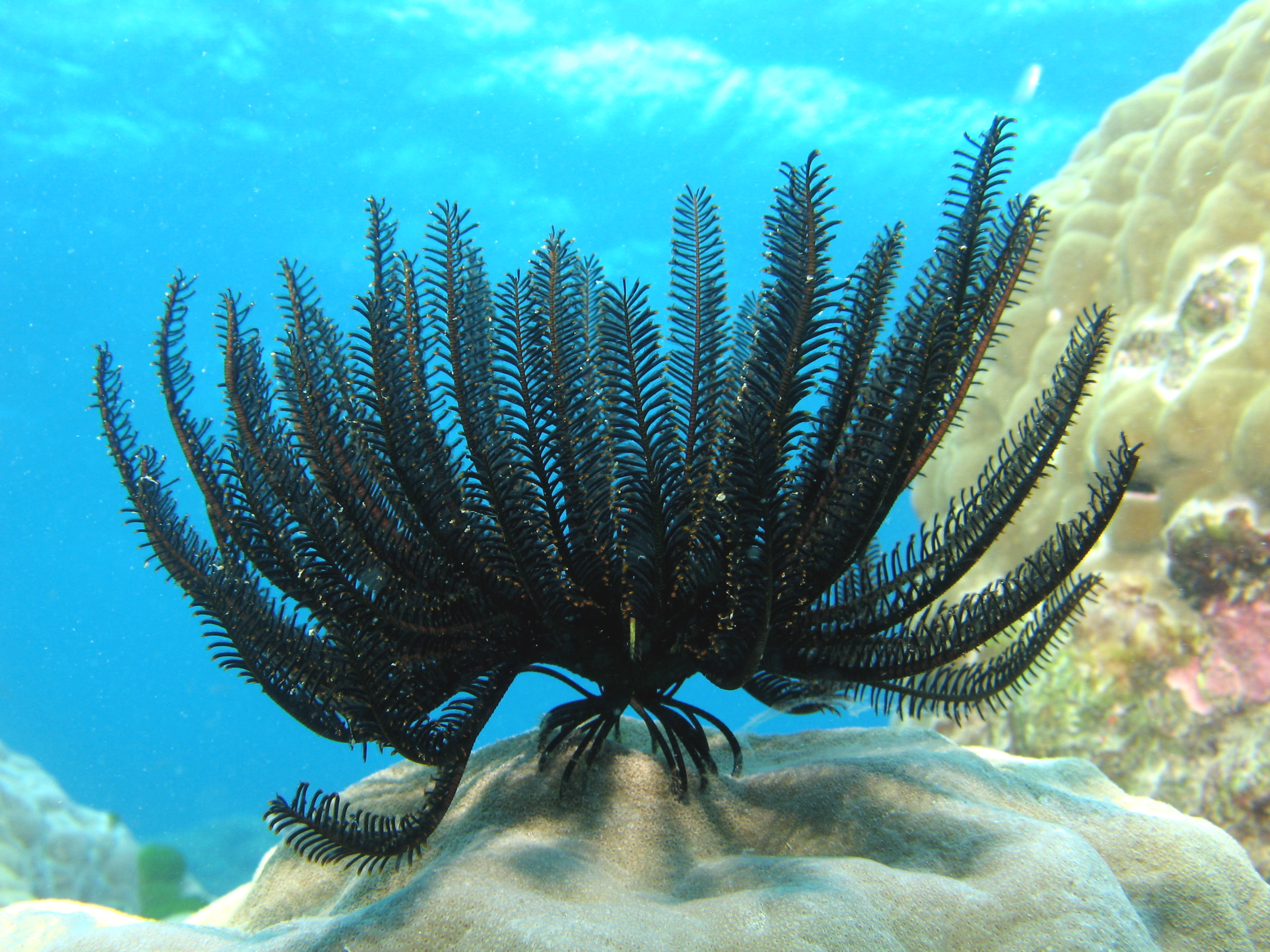
Haarstern
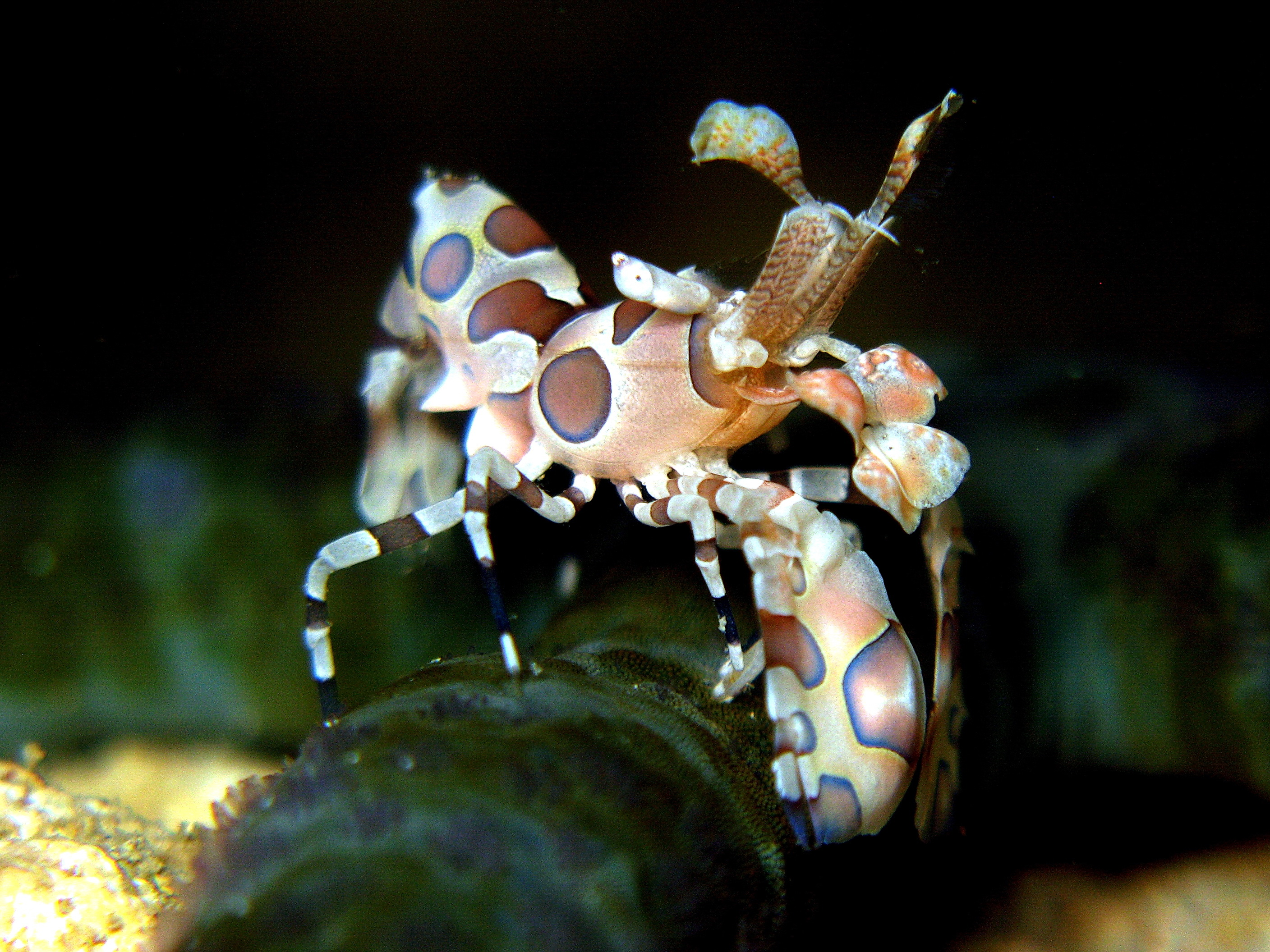
Harlekingarnele
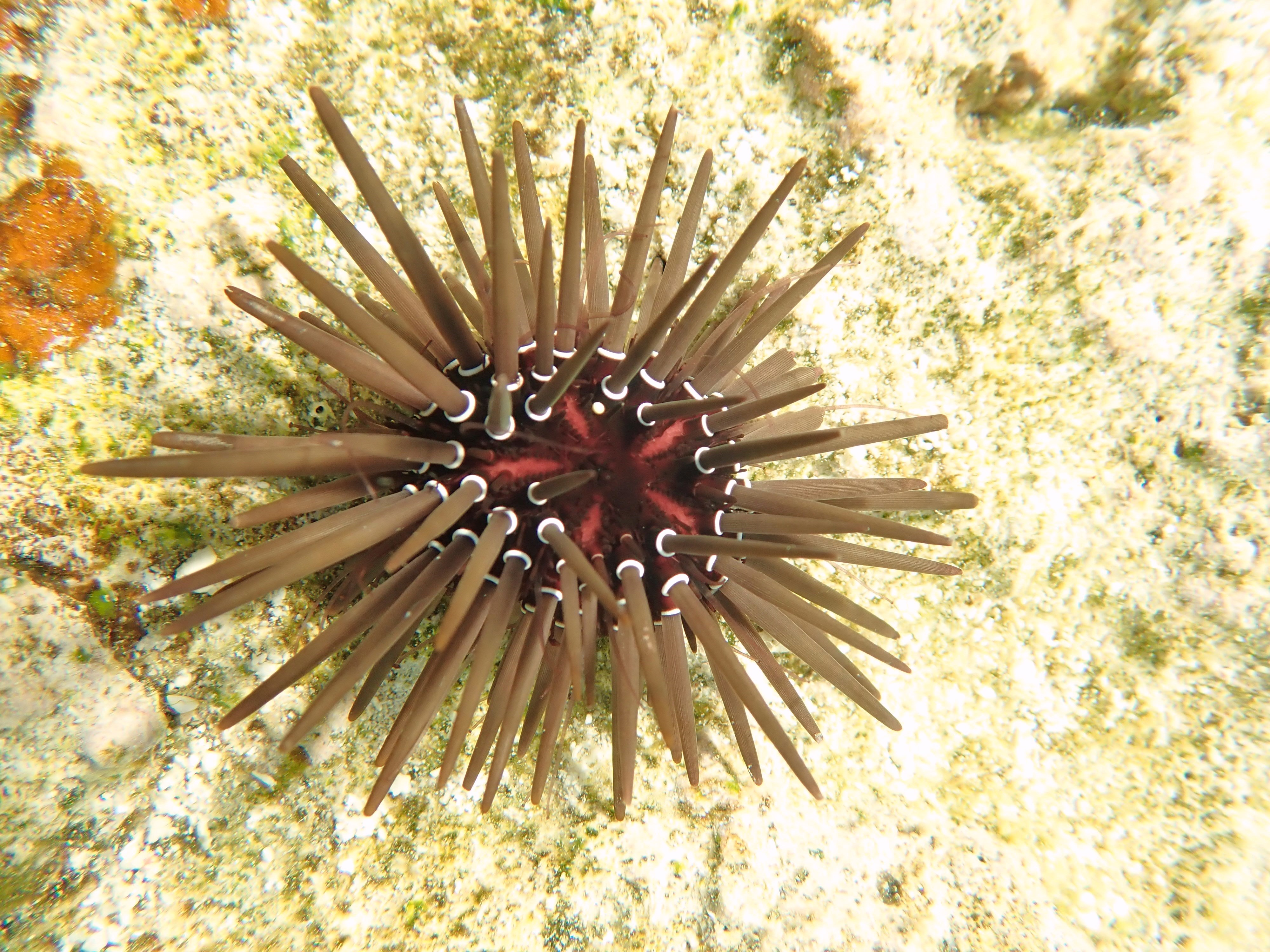
Weißspitzenseeigel
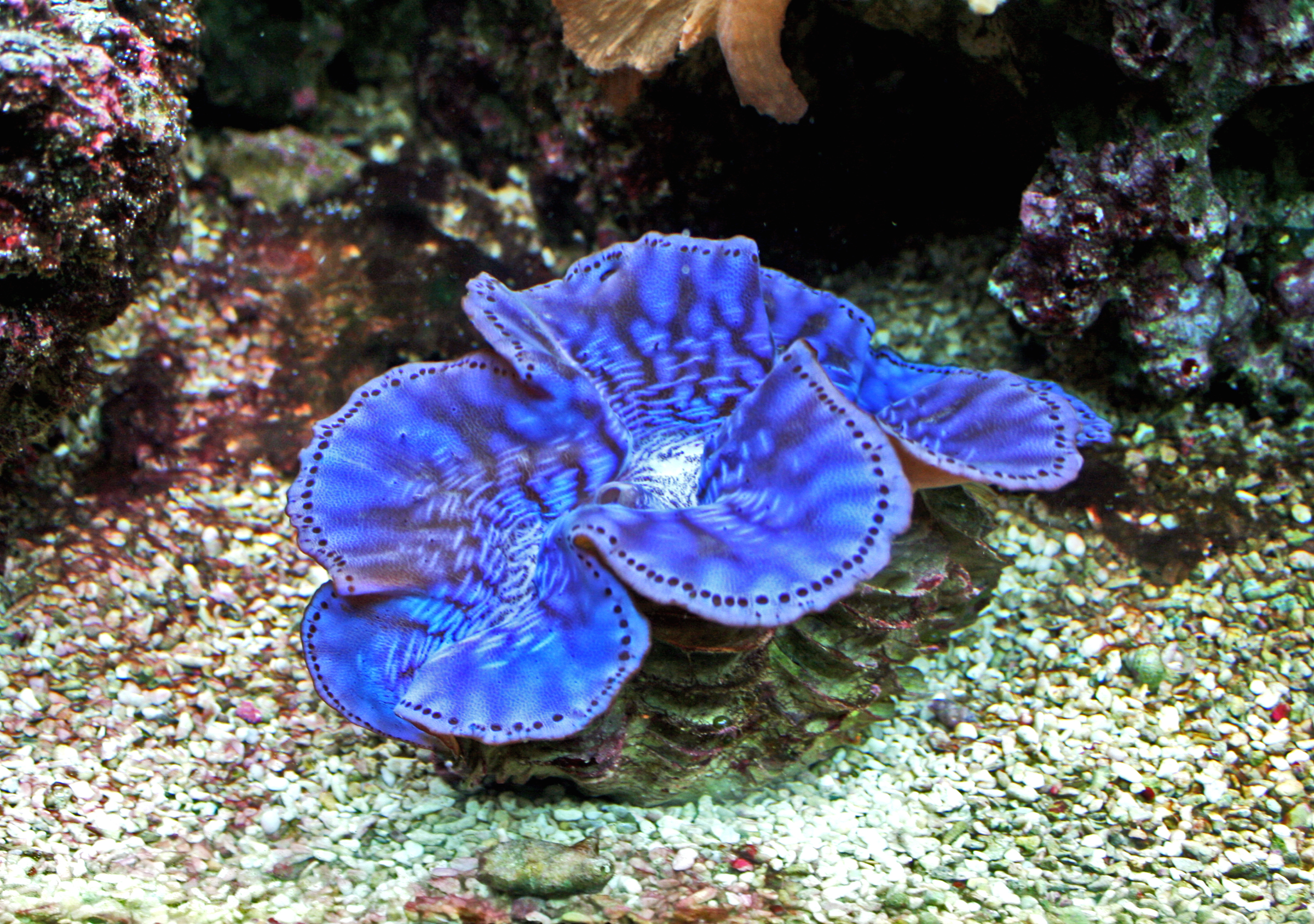
Grabende Riesenmuschel
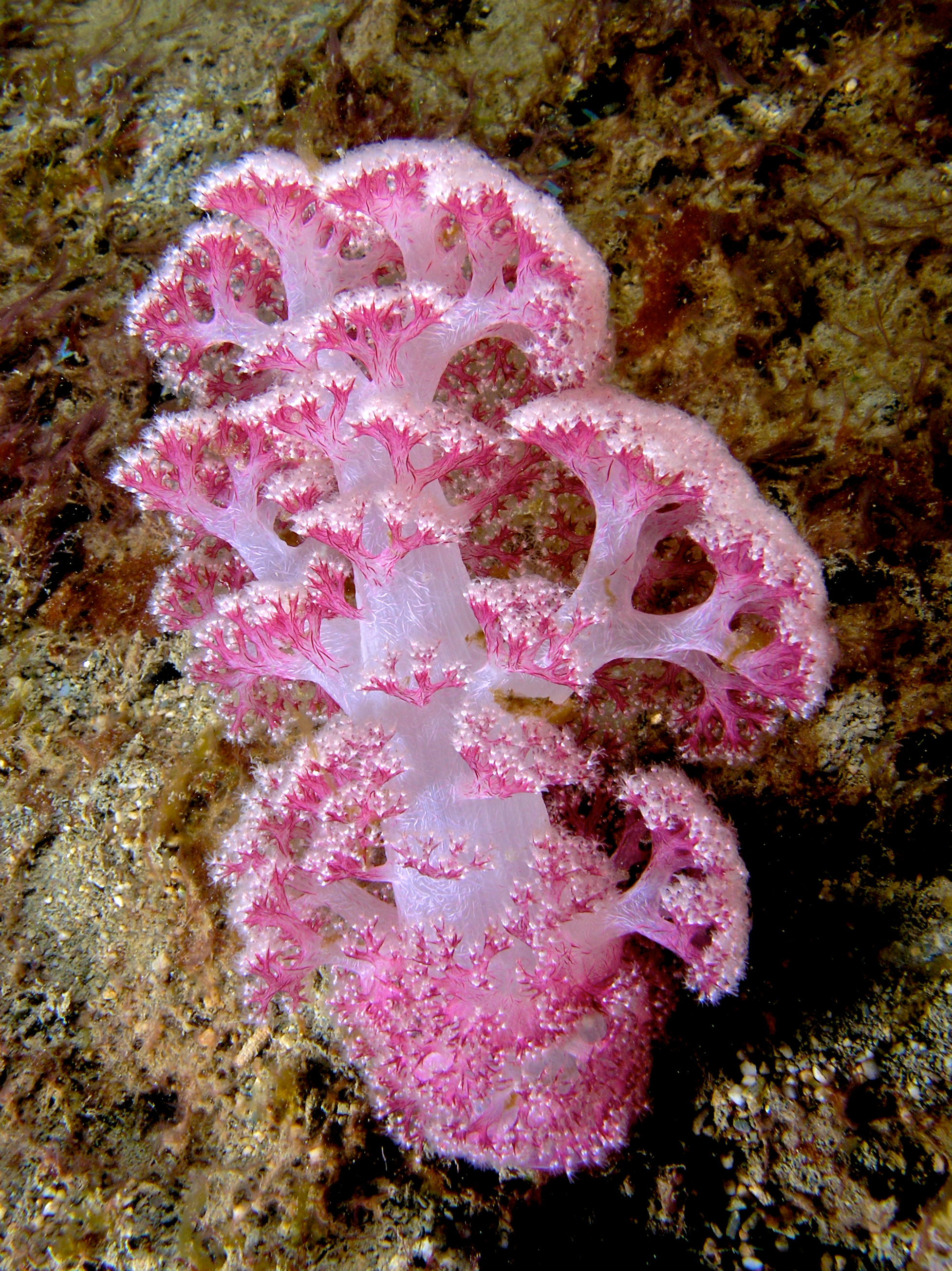
Farbige Weichkoralle
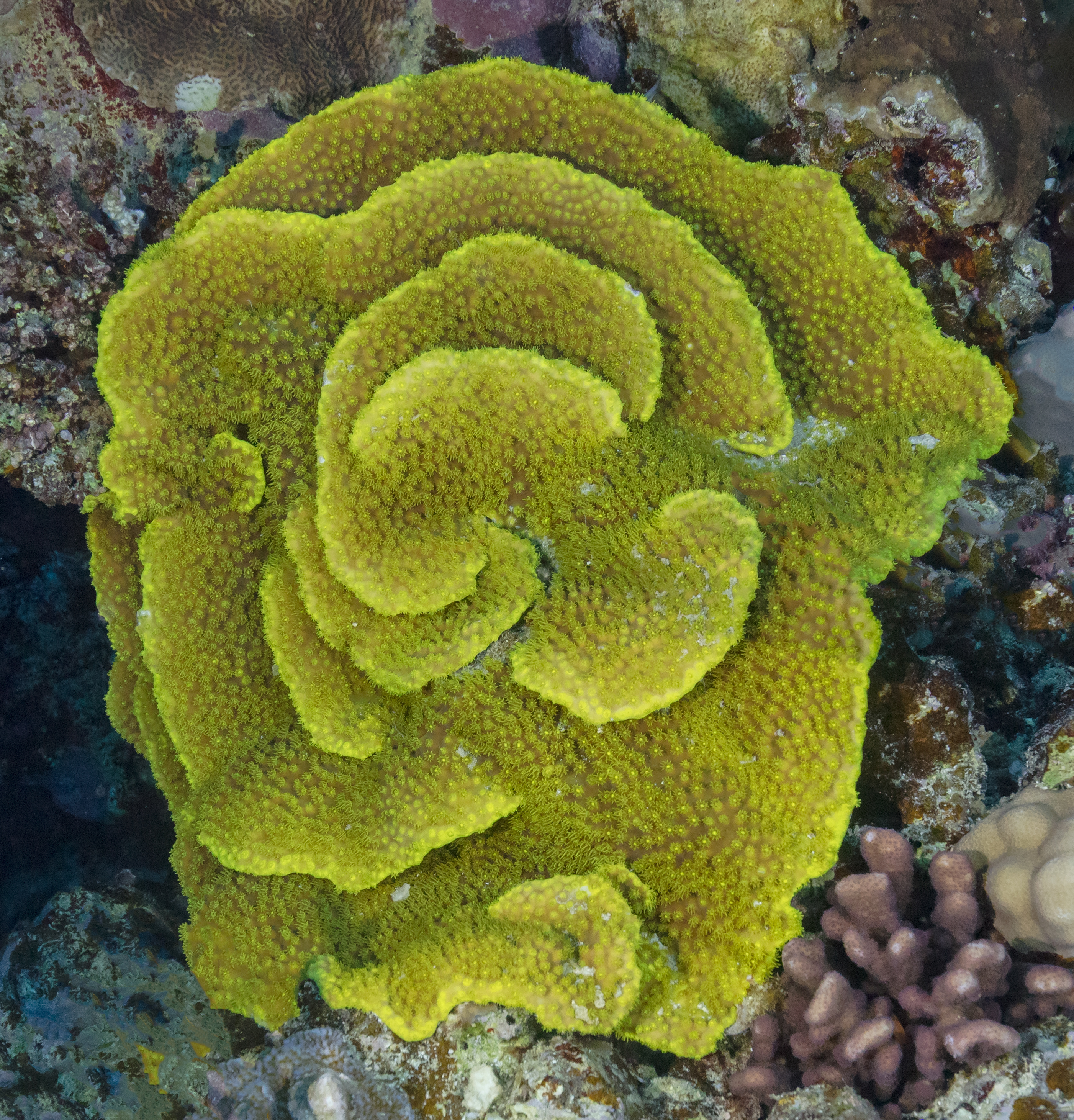
Turbinaria reniformis